# Plácet (diplomacia)
En diplomacia, se conoce como plácet la solicitud que hace el Estado acreditante hacia  el Estado receptor buscando su aceptación de la persona que se pretende designar como jefe de misión ante aquel.